# マフィンティンポテンシャル
マフィンティン・ポテンシャル（英: Muffin-Tin potential、MTポテンシャル）とは、APW法、LMTO法、KKR法等、全電子によるバンド計算手法で用いられるポテンシャルである。マフィンティンポテンシャルは、原子核部分を記述する球対称なポテンシャル部分と、それ以外（格子間領域）の平らな部分とからなる。この平らな部分は通常、V = 0（マフィンティンゼロと言う）とするが、手法によってゼロとしない場合がある。
ポテンシャルの形がマフィンを焼く際に用いる焼型、すなわちマフィンティン（Muffin-Tin）と似ていることからこのように呼ばれる。

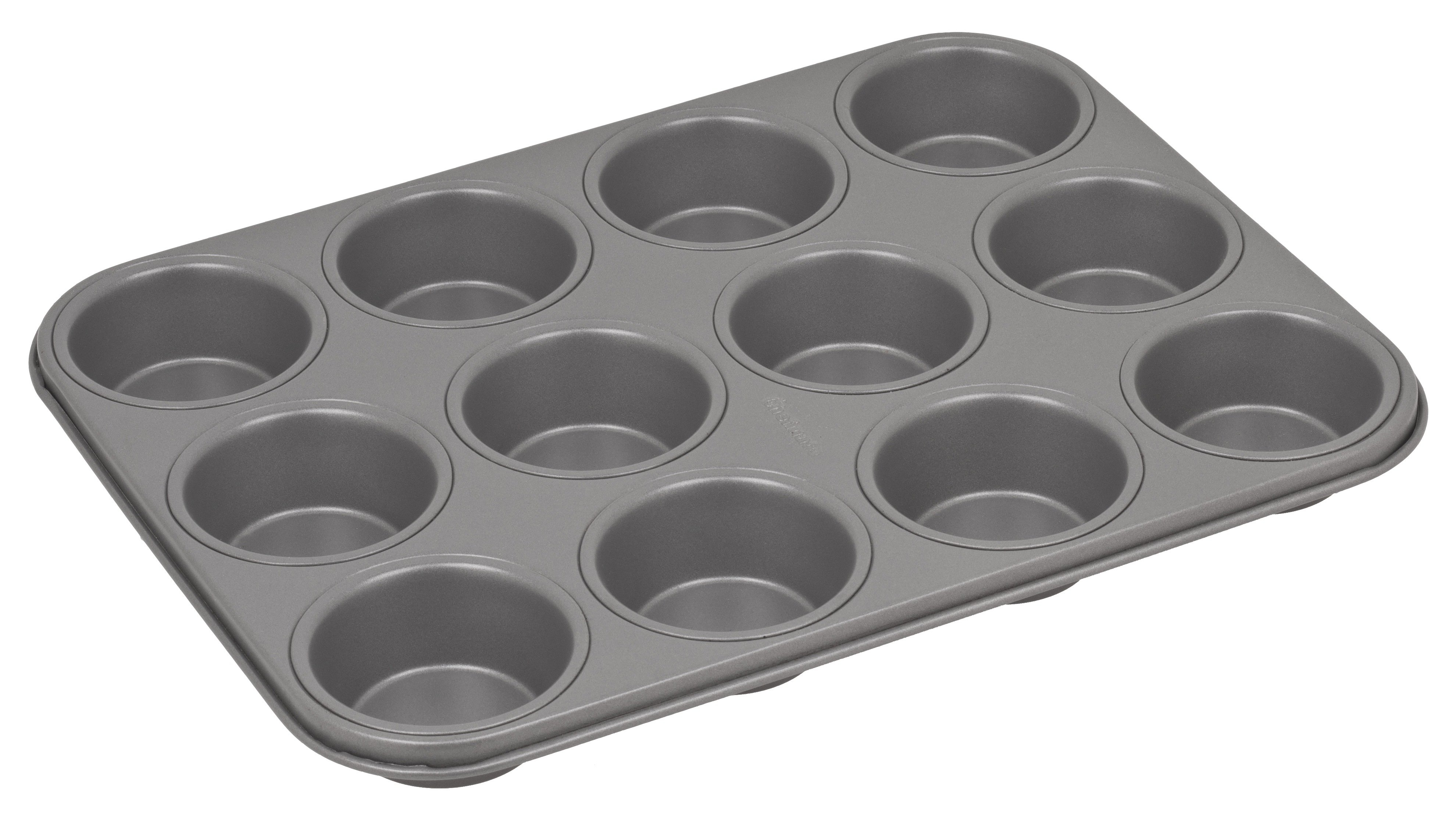
マフィンティン

原子核ポテンシャルに球対称性を課さないものが、フルポテンシャルによる手法である。
マフィンティンポテンシャルにおいて、原子核部分を記述する、球対称なポテンシャル部分のことをマフィンティン球（マフィンティンきゅう、Muffin-tin sphere）といい、この部分の半径をマフィンティン半径（マフィンティンはんけい、Muffin-tin radius）という。通常、周りの他のマフィンティン球部分と重ならない範囲で、なるべく大きな値をとるようにする（接するのが最大）。マフィンティン球同士が重なることはない。